# Антонов, Яков Васильевич
Яков Васильевич Антонов (ок. 1800, село Подужемье, Кемский уезд — после 1881) — мастер-кораблестроитель. Внёс большой вклад в улучшение конструкции традиционных судов Карельского Поморья середины — второй половины XIX века.

## Биография
Родился около 1800 года в селе Подужемье Кемского уезда.
За свою жизнь построил 61 мореходное судно. Получил большую серебряную медаль Императорского общества содействия русскому мореходству. Умер после 1881 года.